# 古巴战士
《古巴战士》（又译作）是一款由SNK制作和发行的清版射击类游戏。 本游戏首先于1987年在街机发行，后于1988年12月26日在日本地区红白机发行。于1989年6月在北美地区发行。
在街机版本中，游戏的内容是演义化的1956年－1959年古巴革命史；玩家分别控制切·格瓦拉（1P）和菲德爾·卡斯特羅（2P），最终打倒本作头目——古巴总统暨军事独裁者富尔亨西奥·巴蒂斯塔，并解放古巴全境。这些历史人物在日文版中均以实名出现，而在美版游戏中，游戏内容被修改成了两名美军士兵推翻某热带岛国独裁者的故事，但仍保留了游戏开头切·格瓦拉的画像。
《电子游戏月刊》将本游戏列为十大具有政治性游戏。在北美地区和欧洲地区版本，SNK对于本游戏的人物和对话进行了本地化的修改。

###### 日版和美版通关后的差异
- 日版：最终boss巴蒂斯塔被主角逼得跳上一条船，并在主角嘲笑中负气而走
- 美版：最终boss直接被打死